# 前贾铁路
前贾铁路，位于江苏省徐州市贾汪区，起自京沪铁路前亭站，至贾汪站。

## 历史
1917年，贾汪矿至柳泉站窄轨铁路建成，长15公里。可牵引载重量1吨的小煤车5辆。30年代，列车牵引质量增加到60吨。
1940年2月，日军占领下的贾汪煤矿（称为柳泉炭矿株式会社）把窄轨铁路改造成准轨，在夏桥矿井设柳泉炭矿站（今贾汪站）。柳泉炭矿站与柳泉站之间设1个线路所（今青山泉站），列车牵引定数2500吨。
1948年华东煤矿公司把这条铁路移交给津浦铁路管理局，更名为津浦铁路柳贾支线。1958年津浦铁路复线工程开工，柳贾线也升级改造，接轨点从柳泉站改到新建的前亭站，全长16.409公里，易名前贾线，每日开行旅客列车2对，货物列车6对。
在青山泉站，向南出岔通向旗山煤矿、董庄煤矿的铁路专用线。2000年董庄煤矿破产封井后，旗山矿与董庄矿之间的铁路废弃。现有的旗山矿运煤铁路专用线，为徐州矿务局自管铁路，全长20公里，起点为青山泉站，终点为双楼港前站（京杭大运河双楼煤港）。